# Kerstin Cedell

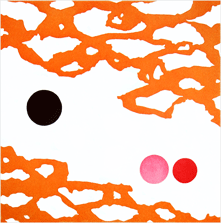
"Passage", akvatint av Kerstin Cedell

Kerstin Cedell, född 1958 i Lund, är en svensk grafiker och akvarellmålare. 
Cedell är utbildad vid grafiklinjen på Hovedskous Målarskola i Göteborg samt på Konstskolan i Kristianstad.
Cedells bilder innehåller rörelse i olika riktningar som leker med form och färg. Ibland använder hon objekt som uttryck då pusselbitar får anta ny form och färg. Hon är verksam i Växjö och har en ateljé i Italienska Palatset, som är en ateljéförening med ett tjugotal konstnärer. Cedell är medlem i Grafiska Sällskapet och Grafik i Väst.

## Representation
Cedell är bland annat representerad vid Smålands konstarkiv i Värnamo, Landstinget Dalarna, Landstinget Halland, Landstinget i Jönköping, Landstinget i Kalmar, Landstinget Kronoberg, Malmöhus läns landsting, Stockholms läns landsting, Landstinget Sörmland, Landstinget i Värmland, Västerbottens läns landsting, Landstinget i Östergötland, Alvesta kommun, Göteborgs kommun, Halmstads kommun, Jönköpings kommun, Karlskoga kommun, Lidingö stad, Ljungby kommun, Ronneby kommun, Växjö kommun och Örebro kommun.